# Denneville
Denneville est une ancienne commune française du département de la Manche et de la région Normandie, peuplée de 555 habitants, commune déléguée au sein de Port-Bail-sur-Mer depuis le 1er janvier 2019.

## Géographie

### Localisation
Denneville est un village côtier situé sur la côte ouest, la Côte des Isles, en face des îles Anglo-Normandes.
Les communes limitrophes sont Baudreville, Canville-la-Rocque, Saint-Lô-d'Ourville, Saint-Rémy-des-Landes et Saint-Sauveur-de-Pierrepont.

## Urbanisme
Les deux principaux ensembles d'habitation sont Denneville-Plage, petite station balnéaire créée au début du XXe siècle, et Denneville-Bourg, autour de l'église et de la mairie

## Toponymie
Le nom de la localité est attesté sous les formes Danevilla en 1159 et en 1181, [haia] Daneville 1162, [haia de] Danevilla entre 1174 et 1182, Danevilla [supra mare] vers 1280.
Il s'agit d'une formation toponymique médiévale en -ville au sens ancien de « domaine rural », précédée d'un anthroponyme selon le cas général. François de Beaurepaire et à sa suite, René Lepelley proposent le nom de personne germanique Dano / Danno,.
Parmi les attestations anciennes de ce nom, les toutes premières appellations latinisées haia Daneville, haia de Danevilla au XIIe siècle, correspondent à la forme romane La Haie-de-Denneville, très rapidement remplacée par la variante simple Denneville. La mention de haies dans les toponymes anciens de Normandie fait généralement référence à des lisières de bois, et donc à des défrichements médiévaux.
On remarquera également, à la fin du XIIIe siècle, l'appellation de Danevilla supra mare, c'est-à-dire « Denneville-sur-Mer », qui ne s'est pas imposée.
Par ailleurs, il existe un nom de personne norois Danr / DanR (variantes masculine Dani et féminine Dana) surnom signifiant « le Danois ». Il y a aussi les noms de lieux Les Damps (Eure) attesté sous la forme Danas (accusatif pluriel) « les Danois » au Xe siècle et (portu) Dancs « danois » (adjectif) en 1021 - 1025, ainsi que Necqueville (pays de Caux, Hautot-Saint-Sulpice, Danesquevilla 1257) littéralement « domaine rural danois » et des noms de familles fréquents dans la Manche, Ledanois et dans l'Eure, Danois.

## Histoire

### Moyen Âge
Un seigneur de Foliot figure parmi les compagnons de Guillaume le Conquérant et obtint d'importants biens en Angleterre. Sous Henri II, Gilbert Foliot (fl. au XIIe siècle) fut évêque de Londres et le soutint contre Thomas Becket de Cantorbéry.
Au XIIe siècle, la paroisse relevait de l'honneur de Néhou.

### Temps modernes
En 1567, Jehan Eustace, sieur du Breuil et de Meautis à Bretteville-sur-Ay, est taxé pour ces fiefs de 12 livres et 16 solz dans le rôle des nobles et roturiers, au titre du ban et de l'arrière ban de la vicomté de Coutances, réalisé par Gilles Dancel, seigneur d'Audouville, lieutenant général du bailli de Cotentin, tenu à Coutances les 20-22 octobre. Le fief du Breuil à Denneville, qui valait un huitième de fief de haubert, était tenu du fief de Vauville à Omonville-la-Folliot.

### Époque contemporaine
En 1812, Denneville absorbe Omonville-la-Folliot.
Denneville a été réunie à Canville-la-Rocque de 1972 à 1978, puis a repris son autonomie.
Le 1er janvier 2019, Denneville fusionne avec Portbail et Saint-Lô-d'Ourville pour créer la commune nouvelle de Port-Bail-sur-Mer par arrêté préfectoral du 20 décembre 2018. Les trois anciennes communes deviennent communes déléguées.

## Politique et administration

### Liste des maires
| Période                                  | Période       | Identité                                   | Étiquette | Qualité                      |
| ---------------------------------------- | ------------- | ------------------------------------------ | --------- | ---------------------------- |
| v. 1860                                  |               | Pierre-Joseph-César-Eustache de Denneville |           |                              |
| Les données manquantes sont à compléter. |               |                                            |           |                              |
| v. 1960                                  | ?             | Eugène Cuquemel                            |           | Agriculteur                  |
| 1972                                     | 1978          | commune fusionnée à Canville-la-Rocque     |           |                              |
| 1979                                     | 2000          | Marie-Thérèse de La Fournière              | DVD       |                              |
| 2000                                     | mars 2001     | Henri Lempérière                           | DVD       |                              |
| mars 2001                                | 2014          | Gérard de La Fournièren                    | DVD       | Gérant de société (retraité) |
| 2014                                     | décembre 2018 | Marie-Josèphe Haize                        | SE        | Retraitée                    |

| Période                                  | Période        | Identité            | Étiquette | Qualité           |
| ---------------------------------------- | -------------- | ------------------- | --------- | ----------------- |
| janvier 2019                             | mai 2020       | Marie-Josèphe Haize | SE        | Retraitée         |
| mai 2020                                 | septembre 2022 | Philippe Pellerin   |           | Retraité artisan  |
| novembre 2022                            | En cours       | Alain Laisné        |           | Chef d’entreprise |
| Les données manquantes sont à compléter. |                |                     |           |                   |

### Jumelages
Dennweiler-Frohnbach (Allemagne) depuis 2006

## Population et société
Les habitants de la commune sont appelés les Dennevillais.

### Démographie
L'évolution du nombre d'habitants est connue à travers les recensements de la population effectués dans la commune depuis 1793. À partir du 1er janvier 2009, les populations légales des communes sont publiées annuellement dans le cadre d'un recensement qui repose désormais sur une collecte d'information annuelle, concernant successivement tous les territoires communaux au cours d'une période de cinq ans. 
Pour les communes de moins de 10 000 habitants, une enquête de recensement portant sur toute la population est réalisée tous les cinq ans, les populations légales des années intermédiaires étant quant à elles estimées par interpolation ou extrapolation. Pour la commune, le premier recensement exhaustif entrant dans le cadre du nouveau dispositif a été réalisé en 2007,.
En 2021, la commune comptait 555 habitants, en évolution de −5,29 % par rapport à 2015 (Manche : +0,44 %, France hors Mayotte : +2,49 %).
| 1793 | 1800 | 1806 | 1821 | 1831 | 1836 | 1841 | 1846 | 1851 |
| ---- | ---- | ---- | ---- | ---- | ---- | ---- | ---- | ---- |
| 382  | 450  | 450  | 861  | 741  | 751  | 758  | 699  | 680  |

| 1856 | 1861 | 1866 | 1872 | 1876 | 1881 | 1886 | 1891 | 1896 |
| ---- | ---- | ---- | ---- | ---- | ---- | ---- | ---- | ---- |
| 616  | 605  | 641  | 558  | 541  | 552  | 568  | 603  | 622  |

| 1901 | 1906 | 1911 | 1921 | 1926 | 1931 | 1936 | 1946 | 1954 |
| ---- | ---- | ---- | ---- | ---- | ---- | ---- | ---- | ---- |
| 629  | 542  | 519  | 408  | 406  | 414  | 434  | 453  | 423  |

| 1962 | 1968 | 1975 | 1982 | 1990 | 1999 | 2006 | 2011 | 2016 |
| ---- | ---- | ---- | ---- | ---- | ---- | ---- | ---- | ---- |
| 498  | 506  | 457  | 466  | 442  | 478  | 524  | 568  | 577  |

| 2019 | - | - | - | - | - | - | - | - |
| ---- | - | - | - | - | - | - | - | - |
| 576  | - | - | - | - | - | - | - | - |

| 1793 | 1800 | 1806 |
| ---- | ---- | ---- |
| 229  | 242  | 260  |

## Culture locale et patrimoine

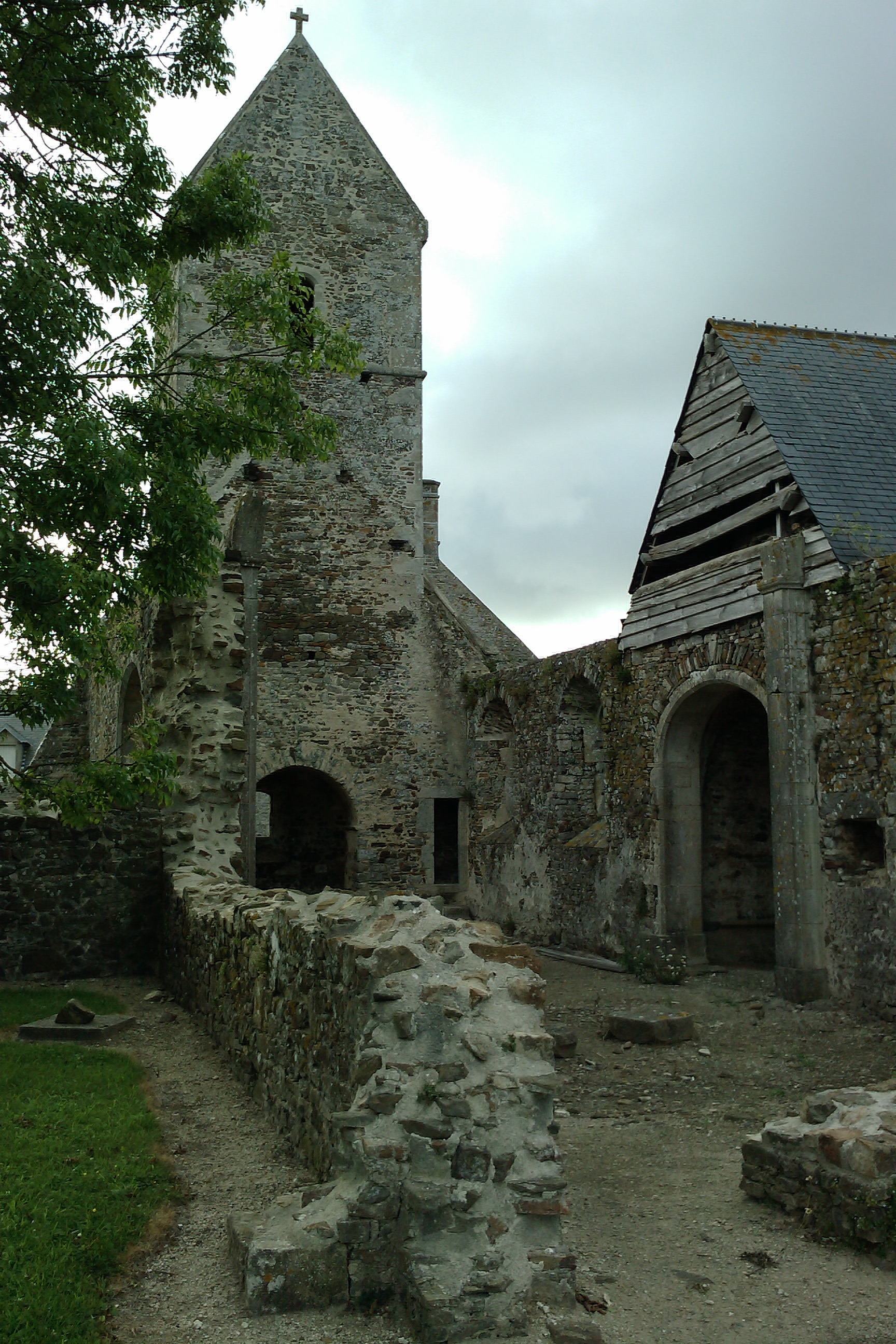
La vieille église d'Omonville-la-Folliot.

### Lieux et monuments
- Château ou Cour d'Omonville : le château des XVIe, XVIIe – XIXe siècles flanqué de deux tours d'angles et de tourelles est entouré par des douves, dans lesquelles ont a retrouvé trois canons de fer du XVIe ou XVIIe siècle[24]. Il a été restauré après 1944.
- Château de Denneville aussi nommé château du Breuil : château du XVIIIe remanié au XIXe siècle, laissé à l'abandon[25],[9].
- Église Saint-Rémy des XIIIe, XVe – XIXe siècles avec sa voûte en pierre de la chapelle nord décorée de peintures de la Renaissance représentant les quatre évangélistes aux têtes nimbées[Note 2], restaurées au XIXe siècle et classées au titre objet aux monuments historiques[26]. Le clocher date du XVe siècle le chœur et la nef ont été restaurés au XIXe siècle . À voir dans le mur du chœur un bas-relief représentant la cène[27]. L'église abrite un bénitier du XVIe, des fonts baptismaux du XVIIIe, une verrière du XXe[9], ainsi que les pierres tombales armoriées de Pierre-Joseph-César Eustace de Denneville (1796-1860), d'azur à la fasce d'or accompagnée en chef de deux roses d'argent et en pointe d'une rose de même, et de son épouse, Athénaïs de Coulibœuf d'Angloicheville (1805-1889), d'azur au rencontre (tête) de bœuf d'argent, accorné d'or[28], et celle d'Alfred-Pierre-Désiré de Beaudrap (1823-1902), d'azur au chevron d'argent accompagné de deux étoiles d'or en chef et d'un croissant d'or en pointe, et de son épouse (1856), Marie-Louise-Élisa Eustace de Denneville (1834-1902), d'azur à la fasce d'or accompagnée en chef de deux roses d'argent et en pointe d'une rose de même[29].
- Ruines de l'ancienne église Notre-Dame et du cimetière d'Omonville-la-Folliot. Probablement édifiée sur un bâtiment plus ancien, l'église qui fut paroissiale jusqu'à la Révolution, aujourd'hui en ruines, daterait du XVIIIe siècle. Il en subsiste notamment une clef de voûte armoriée d'un blason à trois besans[30].

### Personnalités liées à la commune
- Jacques Eustace de Deneville (XVIIe siècle), avocat au Parlement de Rouen, auteur en 1645 d'un ouvrage intitulé Inventaire de l'histoire de Normandie[9].
- Famille Cabart-Danneville
- Laurent Cesne, cuisinier local

### Héraldique
|  | D'azur à la fasce d'or accompagnée de trois roses d'argent. |